# Owen Young
Owen D. Young (27 de outubro de 1874 — 11 de julho de 1962) foi um industrial, empresário, diplomata e diplomata americano na Segunda Conferência de Reparações (SRC) em 1929, como membro da Comissão Internacional de Reparações Alemã.

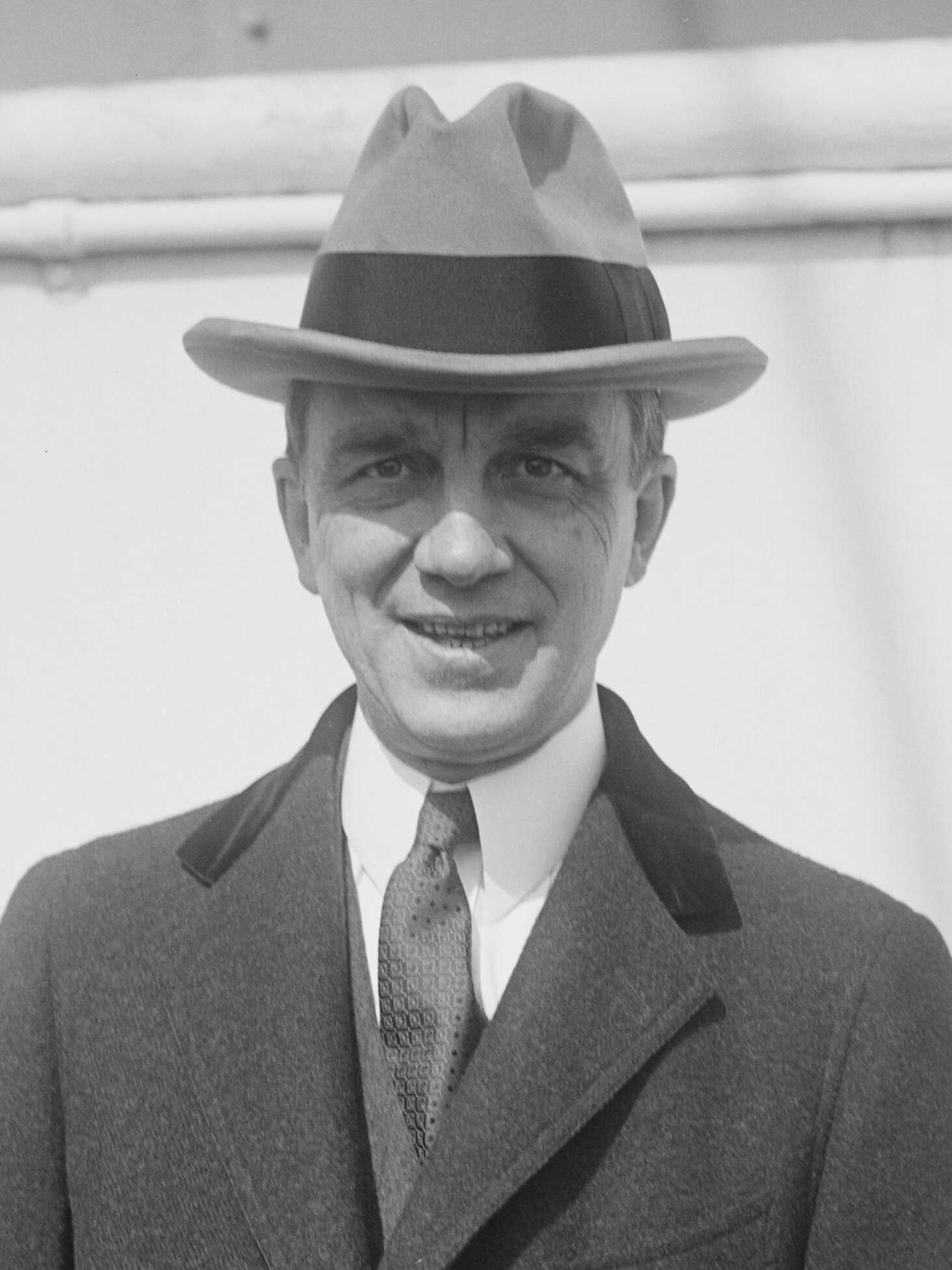
Owen D. Young, 1928

Ele é mais conhecido por sua diplomacia SRC e por fundar a Radio Corporation of America. Young fundou a RCA como uma subsidiária da General Electric em 1919; ele se tornou seu primeiro presidente e continuou nessa posição até 1929.

## Carreira
Young representou Stone & Webster em um caso de sucesso contra a GE por volta de 1911 e, por meio desse caso, chamou a atenção de Charles A. Coffin, o primeiro presidente da General Electric. Após a morte do Conselheiro Geral da GE, Hinsdill Parsons, em abril de 1912, Coffin convidou Young para se tornar o Diretor Jurídico da empresa. Ele se tornou presidente da GE em 1922 e, no mesmo ano, foi nomeado presidente inaugural, ocupando esse cargo até 1939. Sob sua orientação e em parceria com o presidente Gerard Swope, A GE mudou para a ampla fabricação de eletrodomésticos, estabelecendo a empresa como líder neste campo e acelerando a eletrificação em massa de fazendas, fábricas e sistemas de transporte nos Estados Unidos.
Em 1919, a pedido do governo, ele criou a Radio Corporation of America (RCA) para combater a ameaça do controle inglês sobre as comunicações de rádio do mundo contra a luta da indústria de rádio da América. Ele se tornou seu presidente e serviu nessa posição até 1929, ajudando a estabelecer a liderança da América na tecnologia emergente de rádio, tornando a RCA a maior empresa de rádio do mundo. Em 1928, ele foi nomeado para o conselho de curadores da Fundação Rockefeller sob uma grande reorganização dessa instituição, servindo nesse conselho também até 1939.
A participação de Young na Segunda Conferência Industrial do Presidente Woodrow Wilson após a Primeira Guerra Mundial marcou o início de seu aconselhamento a cinco presidentes dos Estados Unidos. Em 1924, ele foi co-autor do Plano Dawes, que previa uma redução no valor anual das indenizações alemãs. No final da década de 1920, os investimentos caíram e a Alemanha novamente deixou de pagar. Em 1929, um novo órgão internacional se reuniu para considerar um programa para a liberação final das obrigações alemãs; Young atuou como presidente. As indenizações totais da Alemanha foram reduzidas e distribuídas por 59 pagamentos anuais. Depois de estabelecer este "Plano Young", Young foi nomeado Time Magazine 's Man of the Year em 1929. O "Plano Young" entrou em colapso com a chegada da Grande Depressão. Young também foi fundamental nos planos de um sistema universitário estadual em Nova York. Em 1932, ele foi candidato à indicação presidencial democrata. Ele não fez campanha ativamente, mas seus amigos promoveram sua candidatura no início de 1930 e na Convenção Nacional Democrata de 1932. Ele era altamente considerado pelos candidatos Alfred E. Smith e Franklin D. Roosevelt, e alguns observadores da convenção especularam que apoiariam Young no caso de um impasse na convenção.